# Ferronorte S/A
A Ferronorte S/A, foi uma empresa ferroviária brasileira, que venceu a concessão federal da Ferrovia Norte Brasil (Ferronorte), por 90 anos. A empresa foi criada pelo empresário e investidor Olacyr Francisco de Moraes, que já foi o maior produtor individual de soja do mundo. A concessão garantia o direito de construção de uma ferrovia interligando a FEPASA, em Santa Fé do Sul (SP), a Porto Velho (RO) e Santarém (PA), passando por Cuiabá (MT).
Em 19 de maio de 1989, foi assinado o contrato de concessão da ferrovia, e após inúmeros adiamento foram iniciadas as obras do trecho Santa Fé do Sul (SP) - Alto Araguaia (MT) em 1991. Este trecho foi concluído em 1998, quando passou a entrar em operação.
A empresa passou por uma reestruturação acionária, e novos sócios entraram no empreendimento: Previ (27,4%); Funcef (22%); Laif/GE Capital (10,4%); BNDESPAR (9,3%); BRP/Chase (5,8%) e Bradesco (4,3%).
Foi criada em julho de 1998, a holding FERROPASA, empresa que controlava as ferrovias Ferronorte e Novoeste. Em novembro de 1998 a Ferropasa, fez parte do grupo vencedor do leilão da Malha Paulista (ex-Fepasa), que passou a ser denominada Ferroban.
Em 2002 foi fundida à holding Brasil Ferrovias, que congregava a operação da Ferrovia Novoeste S.A., Ferronorte S.A. e Ferrovia Bandeirantes S.A..

## Locomotivas
- GE U26C - Adquiridas usadas da EFVM em 1998
- GE C44-9WM - Adquiridas zero quilômetro nos EUA em 1999[4]
- GE C30-7 - Adquiridas usadas nos EUA

## Presidentes
- Olacyr Francisco De Moraes (1989-1998)
- Antonio Dos Santos Maciel Neto (1998-1999)
- Bastos (1999-2001)